# Даніель Веренко
Даніель Веренко (нім. Werenka; рум. Verenka; нар. 2 серпня 1847 — дата смерті невідома) — австрійський і румунський історик, педагог.

## Біографічна довідка
Даніель Веренко народився 2 серпня 1847 року в передмісті Чернівців селі Роша (тепер це мікрорайон Чернівців). Етнічний українець. Його батько — Георгій Веренко, мама — Анна Мелиницька. Життя і наукова та педагогічна праця Даніеля Веренко припали на період входження Буковини, заселеної переважно етнічними українцями, до складу Австро-Угорської імперії, а потім Румунії. Закінчив в 1869 році Чернівецьку першу міську гімназію.
Працював викладачем середньої реальної школи в Чернівцях, а потім, в 1908–1940 р.р., директором гімназії у південній частині Буковини, в Кимполунзі (нині місто Кимполунг-Молдовенеск, Румунія).

Даніель Веренко автор праць з історії Стародавньої Греції (Еллади) та Буковини кінця 18 — початку 19 ст.

Карта Буковини 1902 р.

Опублікував німецькою мовою нарис і підбірку документів про окупацію 1774 Буковини Австрією («Виникнення і розквіт Буковини», ч. 1, 1892), а також статистичні відомості про кількість населення міст і сіл Буковини наприкінці 18 ст. («Топографія Буковини під час приєднання її до Австрії», 1895). На думку сучасного українського історика академіка Я. Д. Ісаєвича Даніель Веренко у цих працях ідеалізує австрійське панування на Буковині, припускається необґрунтованих тверджень щодо етнічного складу населення і походження географічних назв Буковини.

## Основні наукові праці
- Bukowina's Entstehung und Aufbluhen, teil 1. Wien, 1892;
- Topographie der Bukowina zur Zeit ihrer Erwerbung durch Österreich. Czernowitz, 1895;
- Urkundliche Nachrichten über die Städte Cecina und Tschernowitz. «Jahresbericht d.gr.-orth. Ober-Realschule», 1896–1897.